# Fernanda Cornejo
Pour les articles homonymes, voir Cornejo.
Fernanda Cornejo, de son nom de naissance María Fernanda Cornejo Alfaro, née le 21 août 1989 à Quito, est une mannequin équatorienne, couronnée Miss International 2011. Elle succède à Elizabeth Mosquera, Miss International 2010.

## Biographie
Fernanda Cornejo vit et travaille à Guayaquil, en Équateur.
Elle est l'une des modèles les plus demandés de son pays. Fernanda est titulaire d'un baccalauréat en nutrition à UEES et parle couramment l'espagnol et l'anglais.
Fernanda Cornejo est deuxième dauphine de Miss Équateur 2011, dont la lauréate concourt pour le titre Miss Univers 2011.